# 梅北城
梅北城（うめきたじょう）は、宮崎県都城市梅北町にあった日本の城（山城）。城跡は都城市指定史跡に指定されている。

## 概要
都城盆地の南部、梅北川と野間川の合流点を望むシラス台地の西端部（標高約164メートル）とその南側に取りつく一段低い開析扇状地面に位置している。
万寿3年（1026年）に、平季基によって築城されたという伝承があり、『三国名勝図会』によると、城内は4つに区分され「飛永城」、「上村城」、「中之城」、「新城」と呼ばれていた。
元和元年（1615年）に廃城となるまで約590年間、南九州の覇権を巡る争いの中で、要害の地として活用された。

## 歴史
島津荘 を開発した太宰大監・平季基が創築したと伝わるが、詳細は不明である。
南北朝時代には南朝側の拠点となっており、15世紀後半の島津氏領有を経て、15世紀末には新納氏の領有となった。享禄元年（1528年）に伊東氏が攻め寄せると、新納忠勝は梅北城より兵を出し、一旦は冷水にて伊東氏の軍を破ったが、北郷忠相と結んだ伊東氏に再度攻められ、黒坂にて敗北して梅北城に逃げ込んだ。
その後、 天文年間（1532年～1555年）以降は北郷氏の支城となったが、豊臣秀吉の九州征伐後の文禄3年（1594年）に島津家領内で検地が行われると、北郷氏は祁答院へ移され、伊集院氏の所領となった。
慶長4年（1599年）に起きた庄内の乱では、梅北城は伊集院忠真の都之城を本城とする十二外城の一つとして、日置善左衛門、日置覚内、渋谷仲左衛門らが立て篭もったが、慶長5年（1600年）3月10日に降伏開城した。
降伏後、忠真は頴娃1万石へ移され、都城には旧領主であった北郷氏が復帰して乱は終結した。
元和元年（1615年）の一国一城令により廃城となった。

## 遺構
中之城は、全体がよく温存されており、北側に土塁を備え、梅北城の中で最も防御機能が高い曲輪と見られる。
新城は東側の土塁が崩され、堀が埋め立てられているなど破壊が進行しているが、残っている土塁は、傾斜角度が急で上面も幅広に整えられており、土塁の高さや堀の規模等の状況から戦国末期から織豊期のものとみられ、慶長4年（1599年）の庄内の乱を契機としたものと推定されている。
上村城は尾根が大きく削平されてしまい、遺構が失われている。